# 康耐视
康耐视公司（Cognex Corporation）是一家美国电子公司，在纳斯达克上市。从事工业自动化领域的机器视觉系统、软件、传感器。在超过20个国家设有分支。 

## 历史
1981年，MIT教师Robert J. Shillman与两名研究生Bill Silver与Marilyn Matz创建了这家公司。Cognex是Cognition与Experts的缩合词。1982年推出的第一款产品是光学字符识别系统，第一家客户是一家打印机制造商，用于检测出厂的打印机按键安装正确。1989年在NASDAQ上市
1995年合并了美国一家晶圆（wafer）辨识系统制造商Acumen 
2015年，把Surface Vision Division及其产品线以1.6亿美元卖给了Ametek Inc.